# Szlamy
Szlamy – mała osada leśna w Polsce położona w województwie podlaskim, w powiecie sejneńskim, w gminie Giby, w pobliżu trójstyku granic Polski z Litwą i Białorusią. Leży nad rzeką Szlamicą, łączącą jeziora Szlamy i Głebokie.
W latach 1975–1998 miejscowość administracyjnie należała do województwa suwalskiego.